# Brachyscleroma areolaris
Brachyscleroma areolaris är en stekelart som beskrevs av Gupta 1994. Brachyscleroma areolaris ingår i släktet Brachyscleroma och familjen brokparasitsteklar. Inga underarter finns listade.